# خشم الحنية
خشم الحنية هو تل ارتفاعه 1004 أقدام، في ناحية بصية في قضاء السلمان بمحافظة المثنى بصحراء الدبدبة بالبادية العراقية جنوب العراق.